# Ivan Artač
Ivan Artač, slovenski učitelj, pisatelj in zgodovinar, * 7. avgust 1921, Notranje Gorice, Kraljevina SHS, † 12. april 2005, Trst, Italija.

## Življenjepis
Ivan Artač se je rodil v Notranjih Goricah pri Ljubljani očetu Jožefu in materi Ivani (roj. Plestenjak). Otroštvo in mladost je preživel na Brezovici, kjer je obiskoval osnovno šolo. Nato se je vpisal na Klasično gimnazijo v Ljubljani, kjer je junija 1942 tudi maturiral. Zaradi neurejenih vojnih razmer je bil na Univerzi v Ljubljani vpisan le eno leto, in sicer kot študent prava. Ob koncu vojne se je kot begunec umaknil v Italijo. Eno leto je preživel v zavezniškem taborišču Riccione ob obali Jadranskega morja, leta 1946 pa je dospel v Gorico. Eno leto je poučeval v Kanalu ob Soči, nato se je z družino preselil v Trst. Tu je poučeval na slovenskih osnovnih in nižjih srednjih šolah: Nabrežina, Sveti Jakob, Sveti Ivan, Katinara, Dolina, Opčine. Učiteljski oz. profesorski poklic je opravljal vse do svoje upokojitve leta 1989.
Je avtor zgodovinskih učbenikov Človek in čas, ki so jih na slovenskih nižjih srednjih šolah v Italiji uporabljali poldrugo desetletje. Pri openskem društvu Tabor je režiral celo vrsto iger in bil tudi nagrajen za izvirno dramsko delo Rdeča črta čez ograde. Bil je član in predsednik Slovenskega dobrodelnega društva, aktiven je bil v domači župniji. Zgodovino le-te je opisal v knjigi Opčine, zgodovinski oris župnije, ki je izšla leta 1994. Njegovo najpomembnejše prozno delo je avtobiografski roman Nebo je žarelo, ki je leta 2002 izšlo pri tržaški založbi Mladika.
Njegova hči je Majda Artač Sturman.

## Dela
- Rdeča črta čez ograde - ljudska veseloigra (1967)
- Človek in čas - učbeniki za zgodovino (1981-1986)
- Blagovestnika z vzhoda - radijska igra (1985)
- Opčine, zgodovinski oris župnije - zgodovinski pregled (1994)
- Trubadur z vrtnico - zbirka iger (1996)
- Nebo je žarelo - spominski roman (2002)
- Zaraščene stezice (posmrtno) - zbirka črtic (2006)